# 496 (tal)
496 (fire hundrede og seksoghalvfems) er et fuldkomment tal, også kaldet et perfekt tal. Det er det tredje i rækken efter 6 og 28.
Faktorer: 1 + 2 + 4 + 8 + 16 + 31 + 62 + 124 + 248 = 496
Med romertal skrives 496: CDXCVI.
I det binære talsystem har tallet værdien: 111110000.